# مقصرتراشی
مقصرتراشی، کین‌توزی یا رُسانتیمان (به فرانسوی: Ressentiment) اصطلاحی روانشناختی و همچنین فلسفی است که به رفتار فرافکنانه در راستای مسئولیت‌گریزی و توجیه ناکامی‌ها گفته می‌شود.
این اصطلاح در معنای فلسفی/روانشناختی آن نخستین بار توسط سورِن کی‌یِرکِگارد به کار برده شد و سپس‌تر از سوی فریدریش نیچه شرح و بسط داده شد.